# Ingunn Bollerud
Pour les articles homonymes, voir Bollerud.
Ingunn Bollerud, née le 16 novembre 1972 à Nes dans le comté d'Akershus, est une coureuse cycliste norvégienne.

## Biographie
En 1992, elle est 41e de la course en ligne des Jeux olympiques de Barcelone et en l'an 2000, elle est 35e de la course en ligne des Jeux olympiques de Sydney.

## Palmarès sur route[1]

### Palmarès par années
- 1991
  -  Championne de Norvège du contre-la-montre
- 1996
  -  Championne de Norvège sur route
  -  Championne de Norvège du contre-la-montre
- 1998
  - 3e du Boels Ladies Tour
- 2000
  - 2e du Tour de Bretagne féminin
  - 2e du championnat de Norvège sur route
  - 3e du championnat de Norvège du contre-la-montre